# 切割和聚腺苷酸特異性因子
切割和聚腺苷酸特異性因子(英文：Cleavage and polyadenylation specificity factor)簡稱CPSF參與基因轉錄過程中從新合成而尚未成熟的mRNA前體分子裂解3'端信號區域。它是第一個與mRNA前體裂解位點(cleavage site)附近的信號區域結合的蛋白質，聚腺苷酸尾巴(poly-A tail)將通過多核苷酸腺苷酸轉移酶添加到該蛋白質上。在上游信號區中具有規範的核苷酸序列AAUAAA，其在絕大多數mRNA前體中高度保守。位於聚腺苷酸化之前被切割的mRNA前體部分上的第二個下游信號區域，由富含GU的區域(GU-rich region)所組成。

## 基因
- CPSF1, CPSF2, CPSF3, CPSF4, CPSF6

## 外部連結
- 醫學主題詞表（MeSH）：Cleavage+And+Polyadenylation+Specificity+Factor